# Australiens generalguvernør
Australiens generalguvernør (engelsk: Governor-General of the Commonwealth of Australia) er et embede, der blev oprettet, da forbundsstaten Commonwealth of Australia blev dannet i 1901.
Den 1. januar 1901 blev forbundsstaten Australien stiftet af de seks selvstyrende kolonier New South Wales, Tasmanien, Victoria, Queensland, South Australia og Western Australia. Hver koloni blev omdannet til en delstat.
Udover generalguvernøren er der også en guvernør i hver delstat. Alle guvernørerne er udnævnt af den britiske krone.
I 1931 fik den australske regering ret til at indstille generalguvernører til den britiske konge. Samme år udnævnte kongen Isaac Isaacs som den første australskfødte generalguvernør.
Alligevel var de fleste generalguvernører britiske adelsmænd frem til 1965. Den mest fremtrædende af dem var Henry, hertug af Gloucester, der var bror til kong Georg 6. af Storbritannien. Han var generalguvernør i 1945–1947.
Generalguvernøren udøver sin magt efter råd fra premierministeren.